# داولکانوو (شهرستان بورایفسکی، باشقیرستان)
داولکانوو (انگلیسی: Davlekanovo, Burayevsky District, Republic of Bashkortostan) یک شهرک در شهرستان بورایفسکی باشقیرستان کشور روسیه است.